# EXO-M
Pour un article plus général, voir EXO (groupe).
Pour les articles homonymes, voir Exo.
 (octobre 2021).
Si vous disposez d'ouvrages ou d'articles de référence ou si vous connaissez des sites web de qualité traitant du thème abordé ici, merci de compléter l'article en donnant les références utiles à sa vérifiabilité et en les liant à la section « Notes et références ».
EXO-M était un boys band sino-sud-coréen composé originellement de six danseurs, chanteurs et rappeurs, plus précisément de deux membres coréens et de quatre membres chinois. Il était le sous-groupe chinois du boys band EXO formé par le label sud-coréen SM Entertainment. Le sous-groupe est inactif depuis le départ des trois membres, Kris, Luhan et Tao.

## Membres

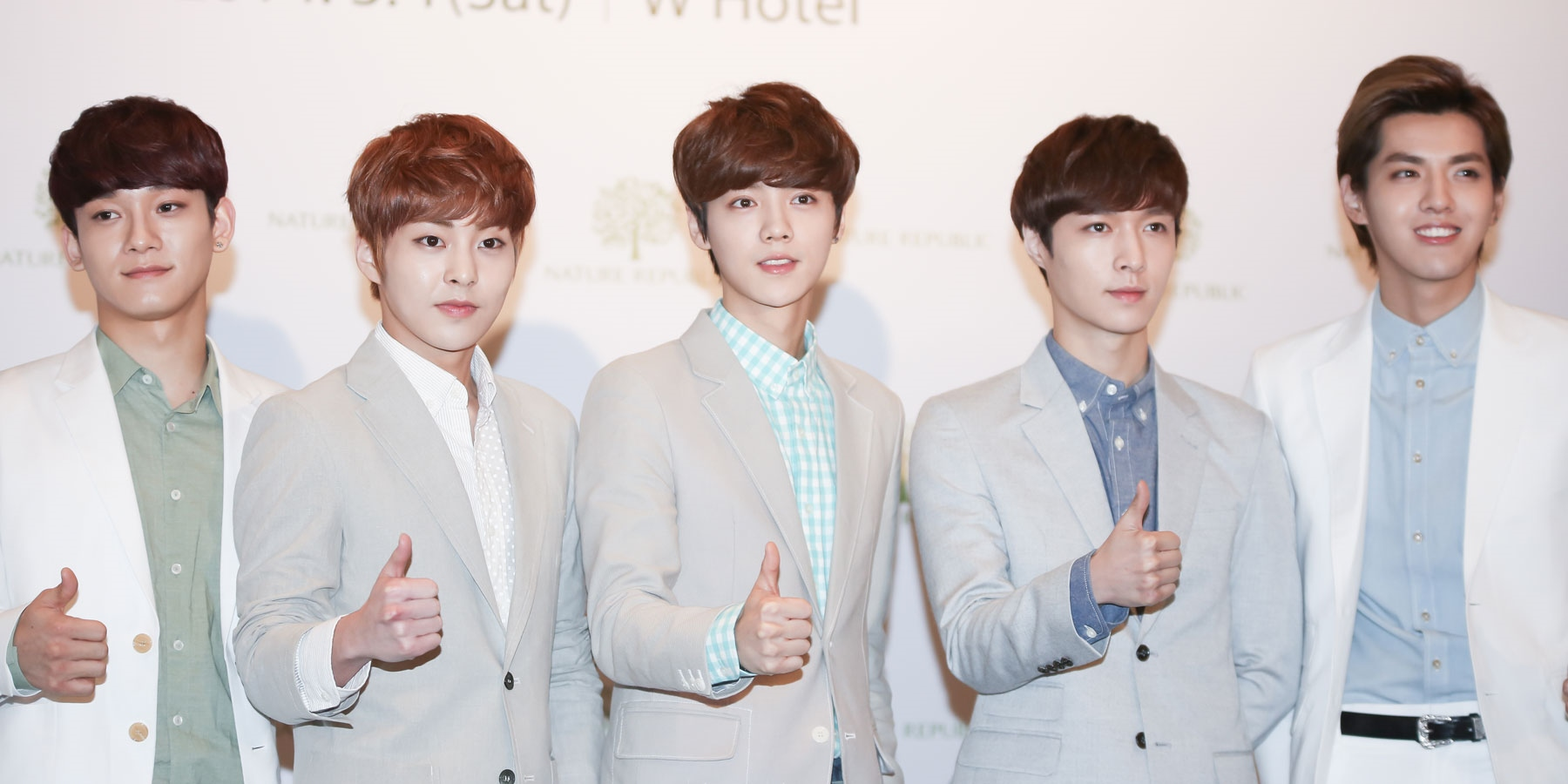
EXO-M en 2014 (Tao manquant).

### Xiumin
Xiumin, de son vrai nom Kim Min-seok (김민석), né le 26 mars 1990 . Il est de nationalité sud-coréenne et est chanteur et danseur secondaire.

### Lay Zhang
Lay, de son vrai nom Zhang Yixing (张艺兴), né le 7 octobre 1991 . Il est de nationalité chinoise et est le danseur principal.

### Chen
Chen, de son vrai nom Kim Jong-dae (김종대), né le 21 septembre 1992 . Il est de nationalité sud-coréenne et est le leader vocal d'EXO-M et d'EXO.

## Ex-membres

### Kris Wu
Kris Wu, de son vrai nom Wu Yifan (吴亦凡), né le 6 novembre 1990 . Il est de nationalité canadienne et était le leader du groupe EXO-M. En avril 2014, Kris s'engage dans un procès contre son agence SM Entertainment pour obtenir la fin de son contrat, quittant alors le groupe. Il passe ensuite à une carrière d'acteur.

### Luhan
Luhan, de son vrai nom Lu Han (鹿晗), né le 20 avril 1990 . Il est de nationalité chinoise et était le chanteur principal et danseur secondaire de EXO-M. Comme Kris, Luhan dépose une plainte contre SM Entertainment. Il se tourne donc vers le cinéma.

### Zitao Huang
Tao, de son vrai nom Huang Zitao (黄子韬), né le 2 mai 1993 . Il est de nationalité chinoise et était le rappeur principal et le maknae[C'est-à-dire ?] du groupe EXO-M.